# チェコスロバキア・コルナ
チェコスロヴァキア・クローナ (Koruna československá) は、チェコスロバキアの通貨。
1919年4月10日–1939年3月14日、1945年11月1日–1993年2月7日に、チェコスロバキアと、ごく短期間チェコとスロバキアで使われた。1993年2月8日、チェコ・コルナとスロバキア・コルナに取って代わられた。